# Архегозавр
Архегозавр (лат. Archegosaurus, от др.-греч. ἀρχέγονος σαῦρος — первоначальный ящер) — род раннепермских темноспондилов. Типовой род семейства Archegosauridae, подсемейства Archegosaurinae. Известен из ранней перми (ассельский век) Западной Европы. Основные находки в Германии и Чехии (Богемия).

## Описание

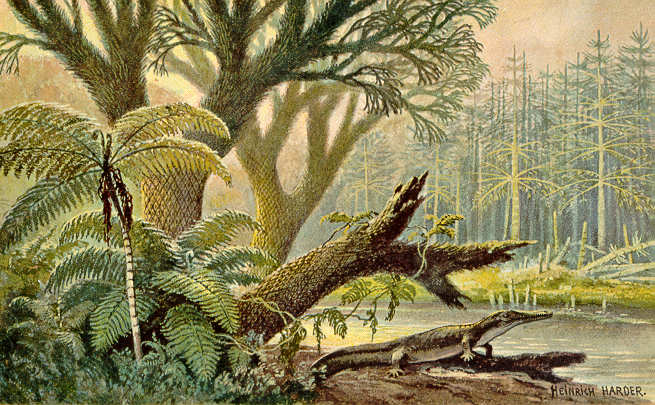
Архегозавр. Рис. Генриха Хардера, 1920 г.

Внешне напоминал небольшого (до 1,5 метров длиной) длинномордого крокодила. Голова составляла примерно ¼—1/5 общей длины. Тело удлинённое, хвост длинный, уплощённый с боков. Конечности слабые, передние существенно меньше задних. Хорошо развиты желобки боковой линии. Зубы многочисленные, относительно мелкие, развиты 1—2 пары нёбных «клыков» и нёбная «шагрень». Хоаны далеко позади заднего края предчелюстных костей. Хвост с мощными гемальными дугами, вероятно, поддерживавшими кожную складку. Кожные покровы с многочисленными чешуйками и даже округлыми мелкими костными пластинками на спине, на брюхе — дермальный панцирь. Известно множество полных скелетов животных всех возрастов — от личинок с наружными жабрами и округлыми черепами до крокодилообразных взрослых. Вероятно, населяли озёра, питались рыбой и мелкими водными тетраподами.

## Виды
Типовой вид — Archegosaurus decheni из ранней перми Германии. Из ранней перми Чехии описан второй вид — мелкий короткомордый A. dyscriton, ранее выделявшийся в род Memonomenos.

## Ближайшие родственники

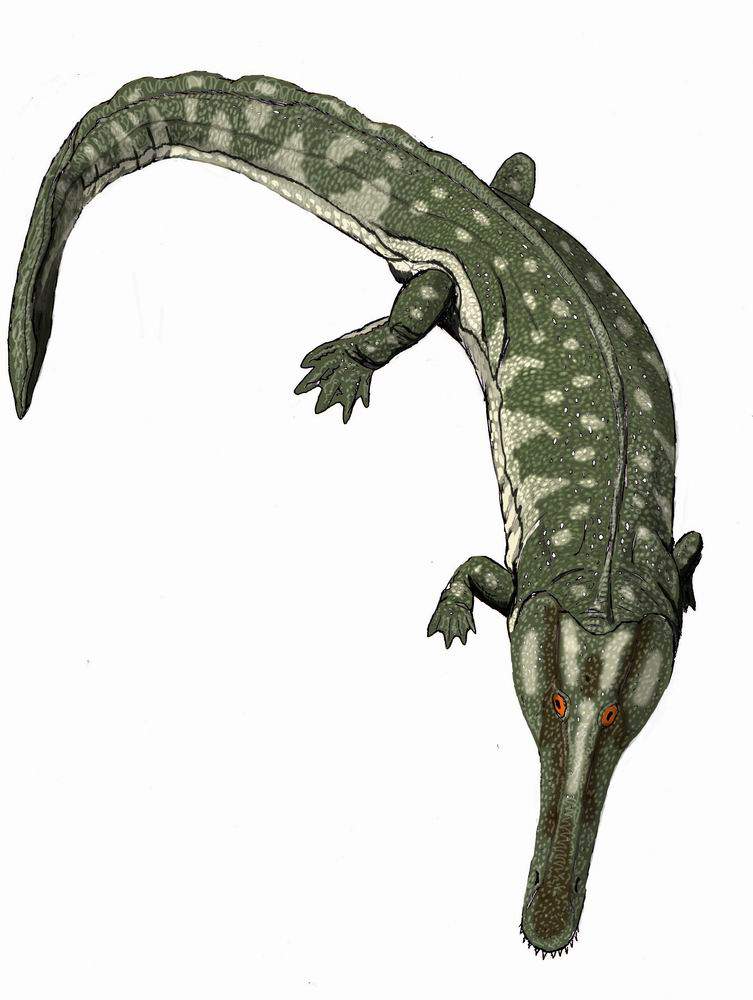
Collidosuchus tchudinovi

К архегозавру близок более поздний по возрасту (средняя пермь — казанская эпоха) коллидозух (Collidosuchus tchudinovi). Длина черепа достигала 30 см, от архегозавра коллидозух отличается более широкой мордой.
Представители рода входят в состав очёрской фауны. К архегозавринам принадлежит также Kashmirosaurus из поздней перми Индии.